# Alfred Scriven
Alfred Richard Scriven (Nairobi, 26 gennaio 1998) è un calciatore keniota, attaccante del Bryne e della Nazionale keniota.

## Biografia
Scriven è nato in Kenya da madre keniota e padre inglese.

## Carriera

### Club
Scriven è cresciuto nelle giovanili dell'Hallingdal. Ha esordito in prima squadra nella stagione 2015, in 3. divisjon. Nel campionato 2016, l'Hallingdal è retrocesso in 4. divisjon. Vi è rimasto in forza per un'ulteriore annata.
L'11 novembre 2017 è stato annunciato il passaggio di Scriven al Mjøndalen: ha firmato un contratto biennale, valido a partire dal 1º gennaio 2018. Ha debuttato in 1. divisjon in data 17 giugno 2018, subentrando a Mahmoud Eid nella vittoria per 0-4 in casa del Levanger. Il 28 agosto successivo ha segnato il primo gol, nel successo per 3-4 in casa del Sogndal. A fine stagione, la squadra ha centrato la promozione in Eliteserien.
Il 6 aprile 2019 ha quindi giocato la prima partita nella massima divisione locale, sostituendo Tonny Brochmann nella sconfitta casalinga per 4-5 subita contro il Bodø/Glimt: nello stesso incontro, ha siglato una rete.
Il 29 luglio 2019, Scriven è passato all'Ullensaker/Kisa con la formula del prestito. Il 4 agosto ha debuttato con la nuova casacca, nella sconfitta per 3-0 patita in casa del Sogndal. Il 21 agosto ha realizzato il primo gol, nella vittoria per 2-1 arrivata sul Sandnes Ulf.
A fine stagione, ha fatto ritorno al Mjøndalen. Il 13 luglio 2020 è passato all'Asker, sempre in prestito. Il 20 luglio ha giocato la prima partita in squadra, schierato titolare nel pareggio per 1-1 in casa dell'Odd 2. Il 25 luglio ha segnato il primo gol, in una vittoria per 2-1 sul Bærum.
Tornato ancora al Mjøndalen, il 14 agosto 2021 è stato ceduto a titolo definitivo all'Hødd, in 2. divisjon: ha inizialmente firmato un contratto valido fino al termine della stagione. Il giorno stesso ha esordito con la nuova casacca, sostituendo Håkon Bjørdal Leine nella vittoria per 1-0 arrivata sul Fløya. Il 22 agosto ha realizzato la prima marcatura, nella vittoria per 4-0 sul Tromsdalen.
Ha contribuito alla promozione dell'Hødd in 1. divisjon, arrivata al termine del campionato 2022.
Il 3 aprile 2024 ha firmato un contratto triennale con il Bryne.

### Nazionale
Scriven ha esordito per il Kenya in data 28 agosto 2023, subentrando a Masoud Juma in un'amichevole persa per 2-1 contro l'Iran. Il 16 novembre successivo ha giocato in occasione della sconfitta per 2-1 subita contro il Gabon, valida per le qualificazioni al campionato mondiale.

## Statistiche

### Presenze e reti nei club
Statistiche aggiornate al 3 aprile 2024.
| Stagione          | Club              | Campionato        | Campionato | Campionato | Coppe nazionali | Coppe nazionali | Coppe nazionali | Coppe continentali | Coppe continentali | Coppe continentali | Supercoppe | Supercoppe | Supercoppe | Totale | Totale |
| Stagione          | Club              | Comp              | Pres       | Reti       | Comp            | Pres            | Reti            | Comp               | Pres               | Reti               | Comp       | Pres       | Reti       | Pres   | Reti   |
| ----------------- | ----------------- | ----------------- | ---------- | ---------- | --------------- | --------------- | --------------- | ------------------ | ------------------ | ------------------ | ---------- | ---------- | ---------- | ------ | ------ |
| 2015              | Hallingdal        | 3D                | 21         | 3          | CN              | 0               | 0               | -                  | -                  | -                  | -          | -          | -          | 21     | 3      |
| 2016              | Hallingdal        | 3D                | 16         | 5          | CN              | 0               | 0               | -                  | -                  | -                  | -          | -          | -          | 16     | 5      |
| 2017              | Hallingdal        | 4D                | 21         | 18         | CN              | 2               | 0               | -                  | -                  | -                  | -          | -          | -          | 23     | 18     |
| Totale Hallingdal | Totale Hallingdal | Totale Hallingdal | 58         | 26         |                 | 2               | 0               |                    | -                  | -                  |            | -          | -          | 60     | 26     |
| 2018              | Mjøndalen         | 1D                | 6          | 1          | CN              | 1               | 1               | -                  | -                  | -                  | -          | -          | -          | 7      | 2      |
| gen.-lug. 2019    | Mjøndalen         | ES                | 9          | 2          | CN              | 3               | 0               | -                  | -                  | -                  | -          | -          | -          | 12     | 2      |
| ago.-dic. 2019    | Ullensaker/Kisa   | 1D                | 14         | 3          | CN              | -               | -               | -                  | -                  | -                  | -          | -          | -          | 14     | 3      |
| gen.-lug. 2020    | Mjøndalen         | ES                | 1          | 0          | -               | -               | -               | -                  | -                  | -                  | -          | -          | -          | 1      | 0      |
| lug.-dic. 2020    | Asker             | 2D                | 18+4       | 5+0        | -               | -               | -               | -                  | -                  | -                  | -          | -          | -          | 22     | 5      |
| gen.-ago. 2021    | Mjøndalen         | ES                | 5          | 0          | CN              | 1               | 1               | -                  | -                  | -                  | -          | -          | -          | 6      | 1      |
| Totale Mjøndalen  | Totale Mjøndalen  | Totale Mjøndalen  | 21         | 3          |                 | 5               | 2               |                    | -                  | -                  |            | -          | -          | 26     | 5      |
| ago.-dic. 2021    | Hødd              | 2D                | 16+4       | 6+0        | CN              | -               | -               | -                  | -                  | -                  | -          | -          | -          | 20     | 6      |
| 2022              | Hødd              | 2D                | 24         | 7          | CN              | 2               | 1               | -                  | -                  | -                  | -          | -          | -          | 26     | 8      |
| 2023              | Hødd              | 1D                | 28+2       | 8+0        | CN              | 1               | 0               | -                  | -                  | -                  | -          | -          | -          | 31     | 8      |
| Totale Hødd       | Totale Hødd       | Totale Hødd       | 68+6       | 21+0       |                 | 3               | 1               |                    | -                  | -                  |            | -          | -          | 77     | 22     |
| 2024              | Bryne             | 1D                | 0          | 0          | CN              | 0               | 0               | -                  | -                  | -                  | -          | -          | -          | 0      | 0      |
| Totale            | Totale            | Totale            | 179+10     | 58+0       |                 | 10              | 3               |                    | -                  | -                  |            | -          | -          | 199    | 61     |